# Samarkand – Schnittpunkt der Kulturen
Samarkand – Schnittpunkt der Kulturen ist eine von der UNESCO gelistete Stätte des Weltkulturerbes in  Usbekistan. Die Welterbestätte umfasst den historischen Stadtkern (Schahrestan) der Stadt Samarqand.

## Hintergrund
Afrasiab, der Vorläufer von Samarqand, wurde etwa 750 v. Chr.  gegründet und war der Hauptort der historischen Region Sogdien. Durch den Handel mit den nördlichen und östlichen Regionen und ihre Lage an der Seidenstraße zu Wohlstand gekommen, wurde die Stadt 1220 durch die Truppen von Dschingis Khan erobert und zerstört. Aus der Zeit vor dem Mongoleneinfall ist kein Bauwerk erhalten, Ausgrabungen haben aber Teile alter Gebäude zum Vorschein gebracht.
Erst im 14. Jahrhundert wurde die Stadt unter dem Namen Samarqand wieder neu aufgebaut, aber nicht an der alten Stelle, sondern etwa 1 km südwestlich des alten Siedlungshügels.  Der mongolische Herrscher Timur machte Samarqand 1369 zur Hauptstadt seines Großreichs.

## Eintragung
Samarkand – Schnittpunkt der Kulturen wurde 2001 aufgrund eines Beschlusses der 25. Sitzung des Welterbekomitees als vierte Weltkulturerbestätte in Usbekistan in die Liste des UNESCO-Welterbes eingetragen.
Die Welterbestätte umfasst eine Fläche von 1123 Hektar und ist von einer 1369 Hektar großen Pufferzone umgeben. Der eigentliche Schutzbereich ist aus fünf voneinander getrennten Zonen zusammengesetzt: der archäologischen Ausgrabungsstätte Afrasiab (229 ha), dem mittelalterlichen und frühneuzeitlichen Stadtgebiet (841,5 ha), Ulug Begs Observatorium (19,5 ha), den Ensembles Abdi-Darun und Ishrat-Khona (26,3 ha) und der Namazgoh-Moschee (6,7 ha).
In der Begründung für die Eintragung heißt es unter anderem:

„Die historische Stadt Samarqand ist Schnittpunkt und Schmelztiegel der Kulturen der Welt. … Der historische Teil von Samarqand besteht aus drei Hauptabschnitten. Im Nordosten befindet sich die antike Stadt Afrosiab. … Im Süden liegen architektonische Ensembles und die mittelalterliche Stadt der Timuriden-Epoche des 14. und 15. Jahrhunderts, die eine bedeutende Rolle bei der Entwicklung von Stadtplanung, Architektur und Kunst in der Region spielte. … Im Westen liegt das Gebiet, das den Erweiterungen des 19. und 20. Jahrhunderts entspricht, die von den Russen im europäischen Stil erbaut wurden.“

Die Eintragung erfolgte aufgrund der Kriterien (i), (ii) und (iv).

„(i): Die Architektur und das Stadtbild von Samarqand, gelegen an einem Schnittpunkt alter Kulturen, sind Meisterwerke der islamischen kulturellen Kreativität.

(ii): Ensembles in Samarqand wie die Bibi-Chanum-Moschee und der Registan-Platz spielten eine wichtige Rolle bei der Entwicklung der islamischen Architektur der gesamten Region vom Mittelmeer bis zum indischen Subkontinent.

(iv): Die historische Stadt Samarqand veranschaulicht in ihrer Kunst, Architektur und Stadtstruktur die wichtigsten Etappen der zentralasiatischen Kultur- und Politikgeschichte vom 13. Jahrhundert bis heute.“

Auch wenn für Eintragung als Weltkulturerbe nicht einzelne Gebäude maßgeblich waren, sondern die Gesamtbedeutung der Stadt als Schnittpunkt alter Kulturen, werden in der Zusammenfassung des Beschlusses zur Eintragung einige Einzelbauwerke und Bauwerksensembles besonders hervorgehoben.
Darunter befinden sich vor allem der Registan mit seinen Madrasas, der Ulugbek-Madrasa, der Sher-Dor-Madrasa und der Tilya-Kori-Madrasa, sowie der Komplex aus Bibi-Chanum-Moschee und Bibi-Chanum-Mausoleum. Weiter erwähnt sind die Nekropole Shohizinda, das Gur-Emir-Ensemble und das Rukhabad-Ensemble sowie die Reste von Ulug Begs Observatorium.

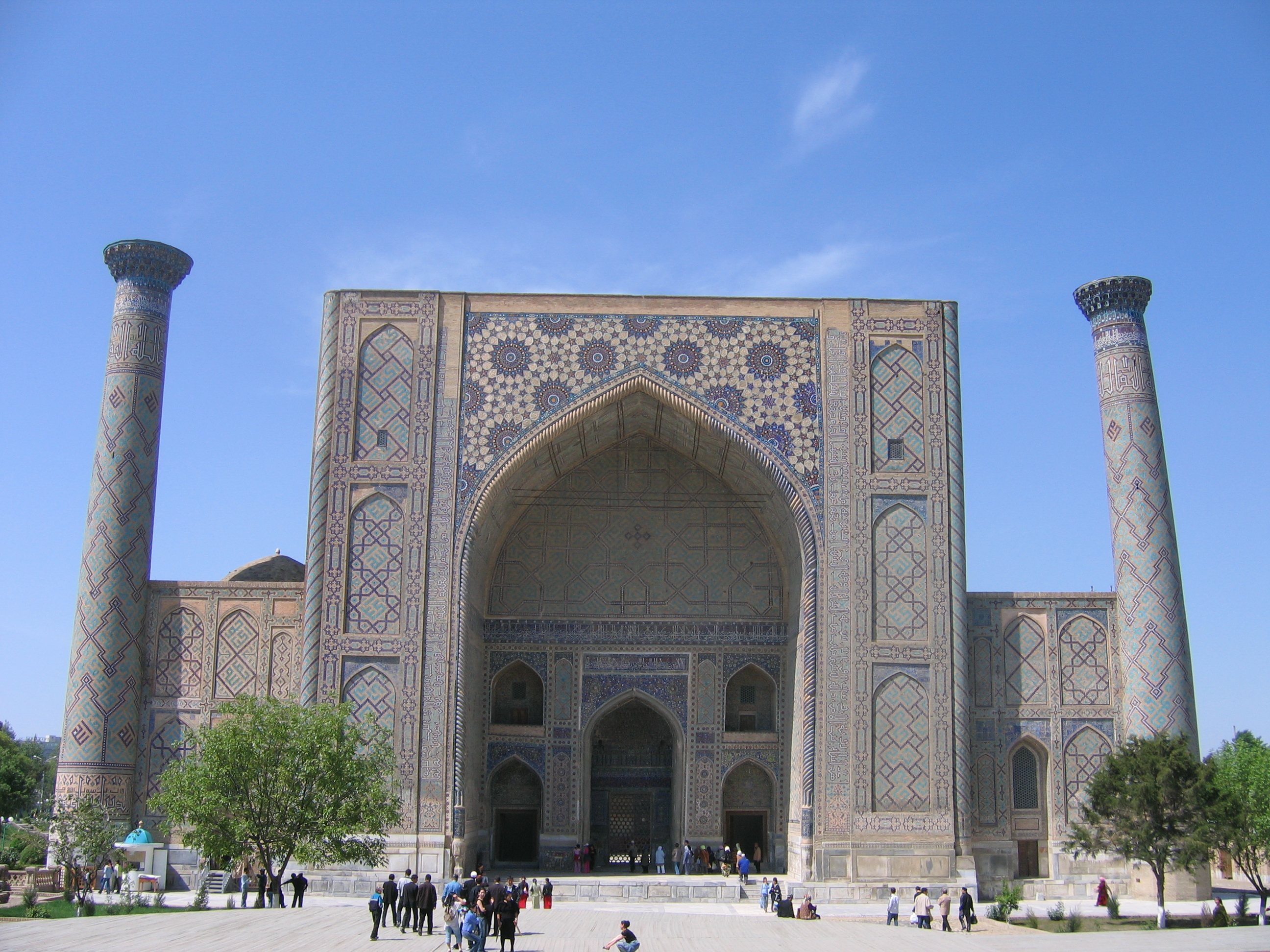
Ulugbek-Madrasa
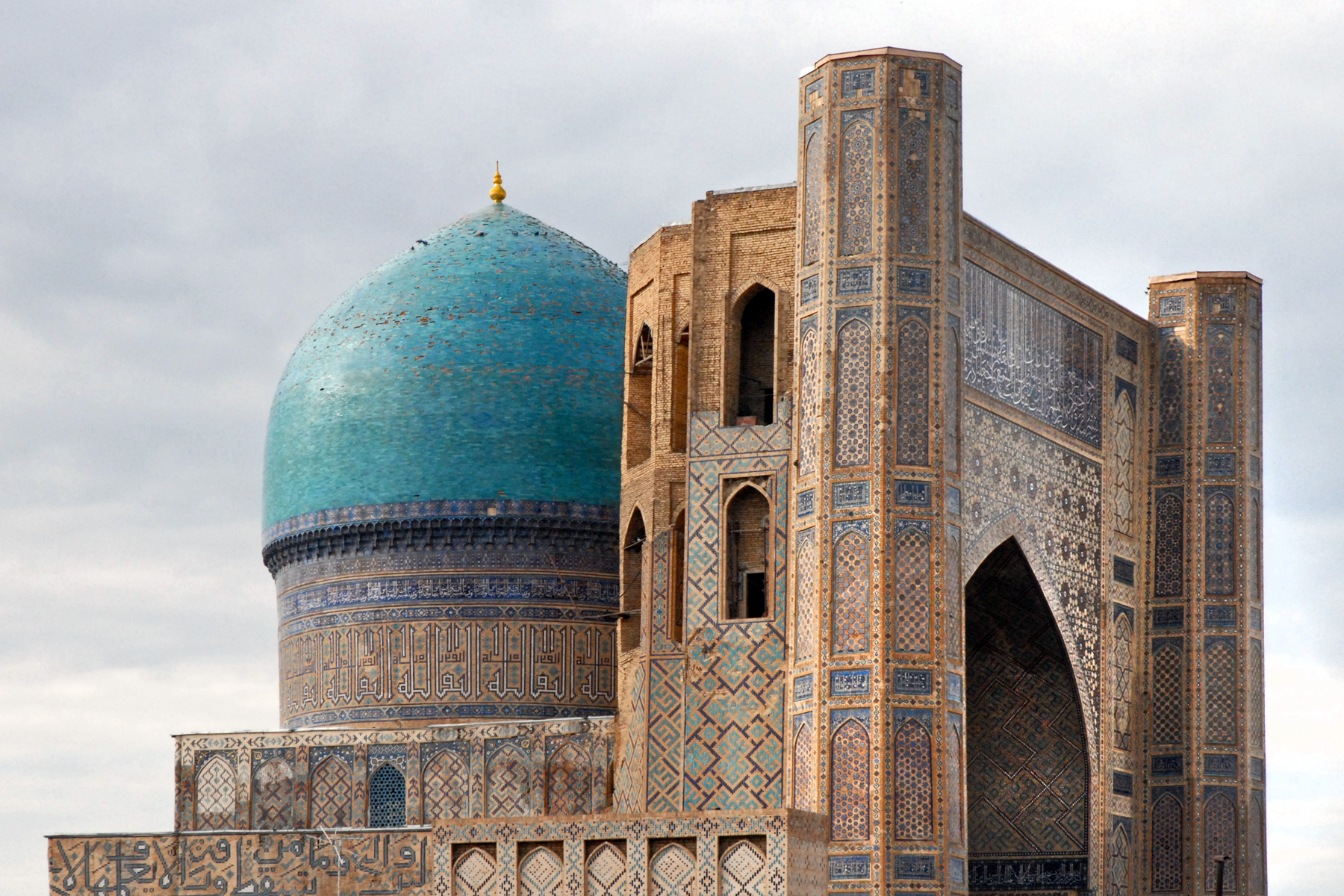
Bibi-Chanum-Moschee
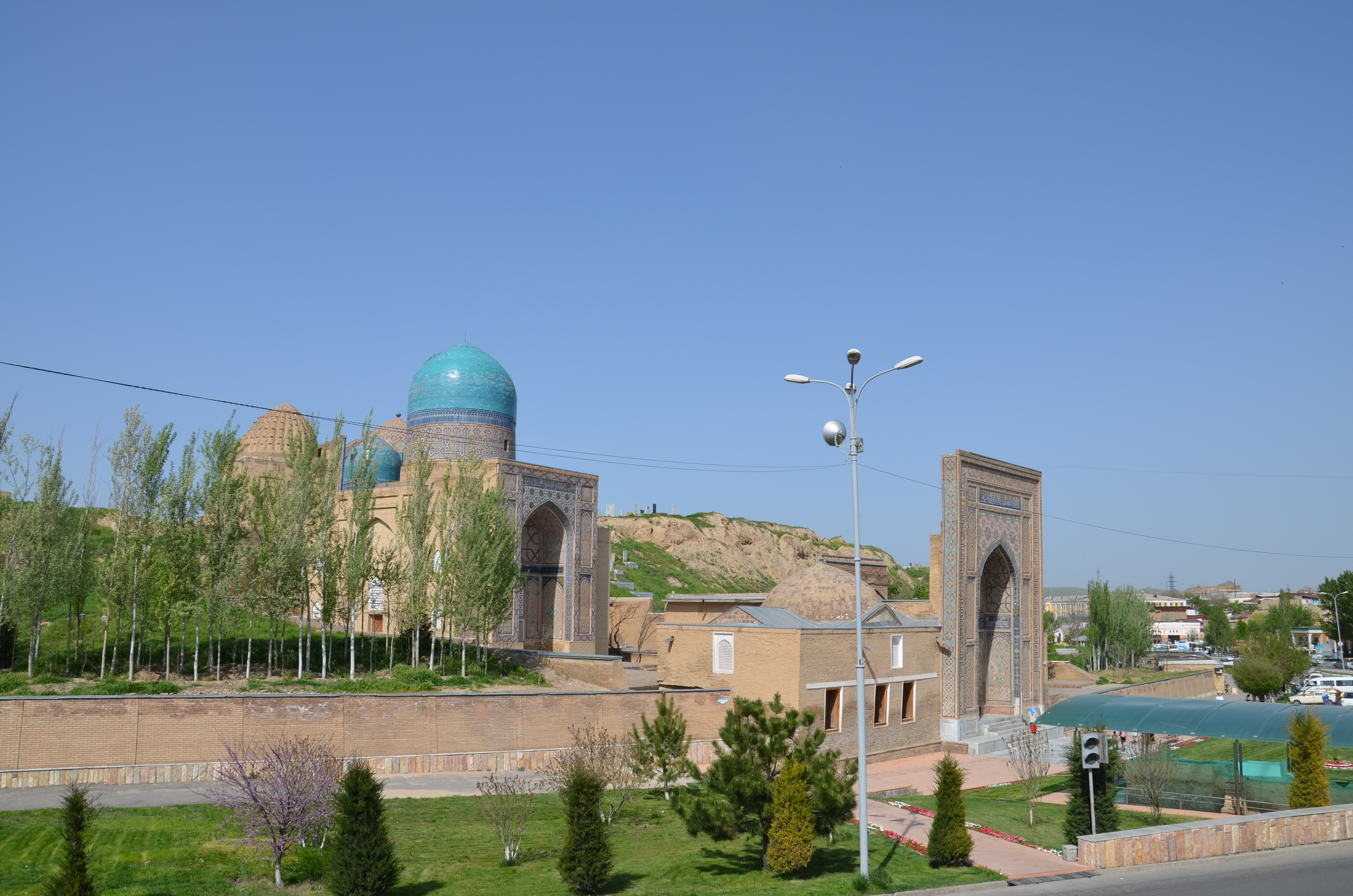
Shohizinda
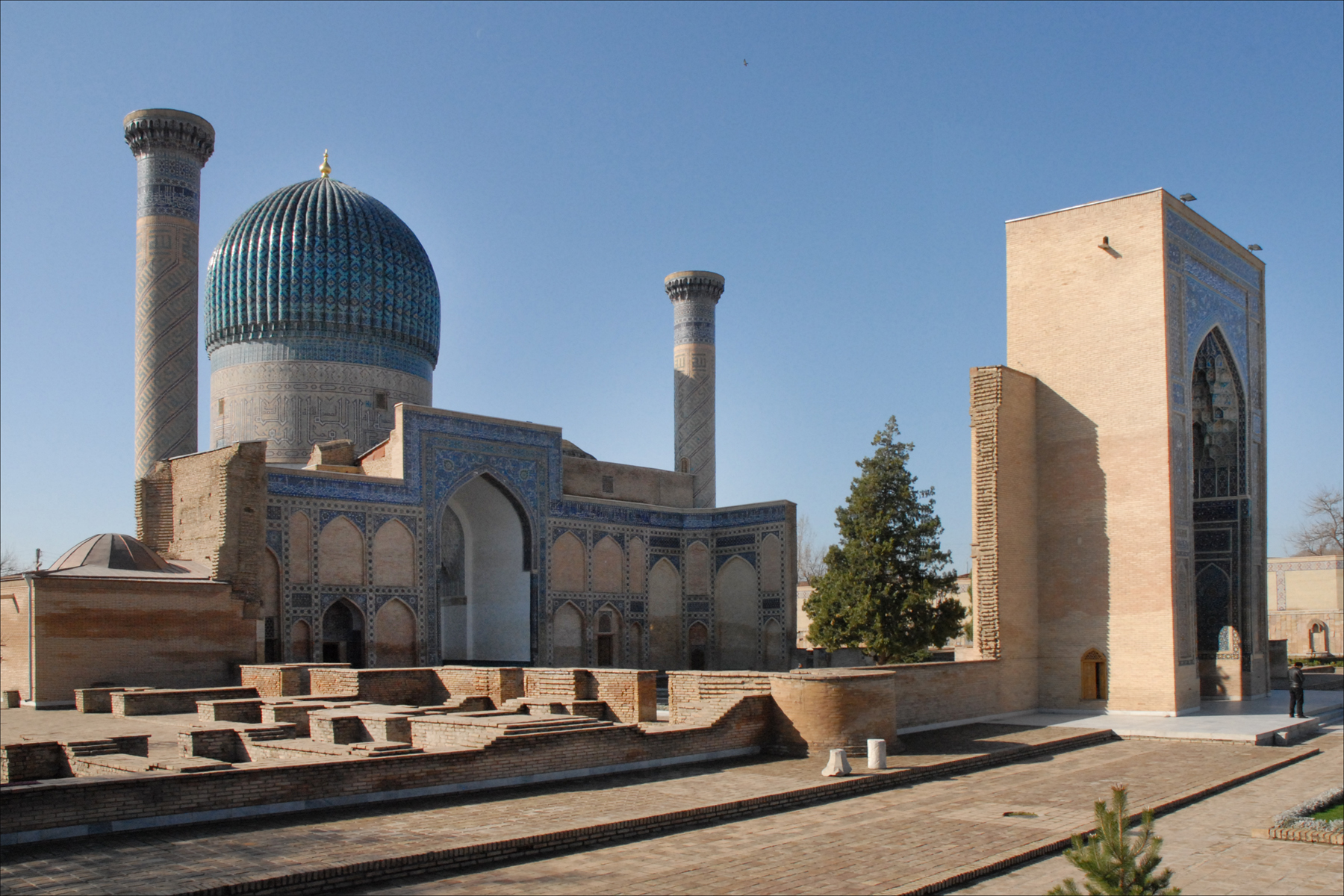
Gur-Emir-Mausoleum
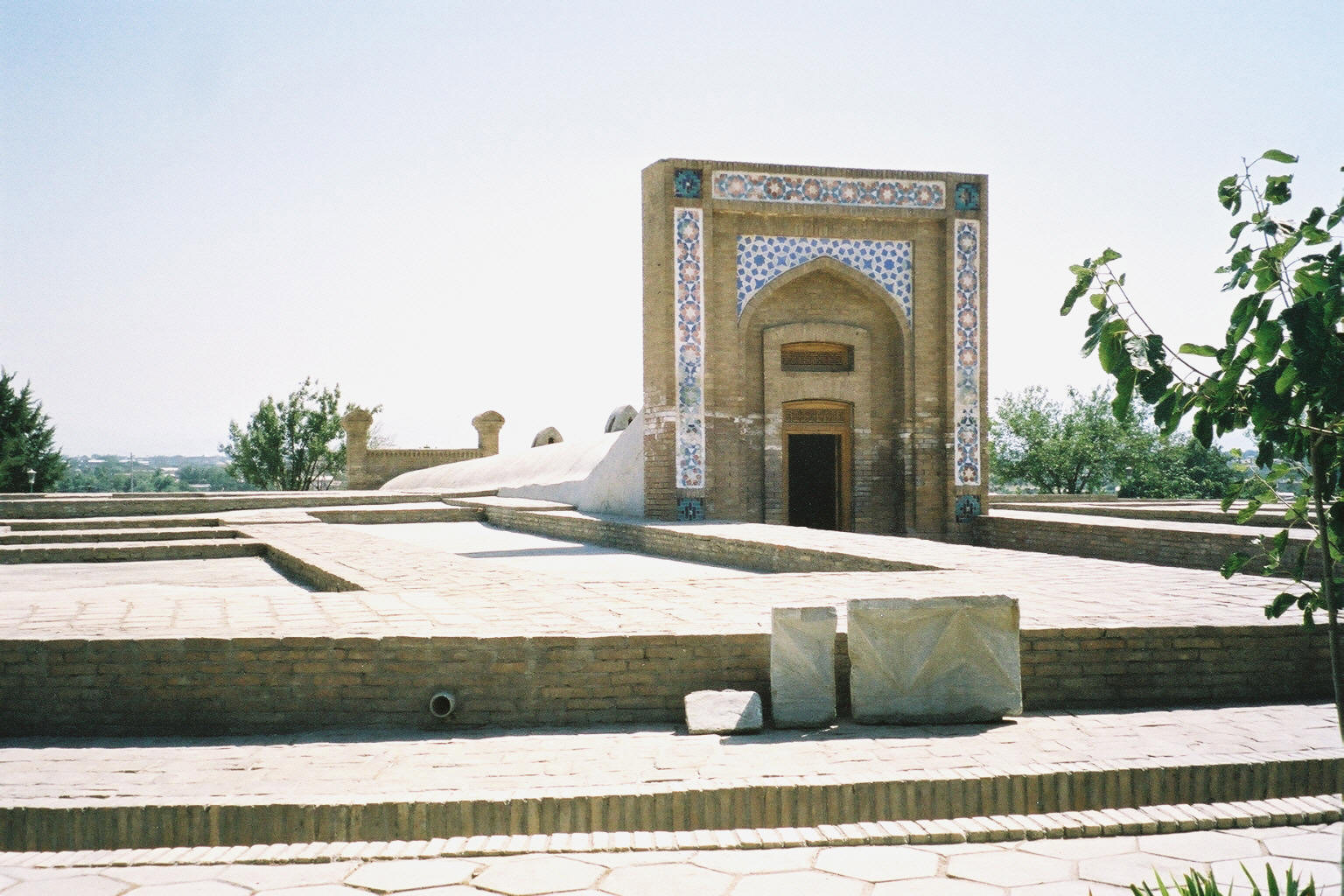
Ulug Begs Observatorium